# McDonnell XP-67
McDonnell XP-67 (McDonnell Model IIa) – prototypowy samolot myśliwski zaprojektowany w 1942 w zakładach McDonnell Aircraft dla United States Army Air Forces (USAAF). Był to pierwszy samolot wojskowy zaprojektowany w powstałym w 1939 McDonnellu. Powstał tylko jeden prototyp który został częściowo zniszczony w czasie jego oblatywania, z powodu niezadowalających osiągów samolot nie wszedł do produkcji seryjnej.

## Historia

### Geneza
Od razu po założeniu firmy McDonnell Aircraft w lipcu 1939, mały zespół inżynierów rozpoczął prace nad kilkoma projektami samolotów wojskowych. Żaden z zaprezentowanych wówczas samolotów nie spotkał się z zainteresowaniem Materiel Division, jako że nie odpowiadały one ówczesnym wymaganiom Armii.
Pomimo pierwszych porażek, firma została włączono na listę wytwórni które poproszono o przygotowanie projektów samolotów w ramach programu Request for Data R-40C. Zaprezentowany przez McDonnella niekonwencjonalny Model I nie został zamówiony jako prototyp, ale Armia zakupiła za 3000 dolarów dane z jego programu rozwojowego. Zachęcona niewielkim sukcesem firma zaprojektowała bardziej konwencjonalny samolot, Model II który został także odrzucony, ale po dyskusjach pomiędzy Materiel Division a inżynierami McDonnella zaprojektowali oni następny samolot, Model IIa, który na tyle zainteresował Armię, został on zaakceptowany 29 lipca 1941 i 29 października podpisano kontrakt W535-AC-21218 na dostawę dwóch prototypów.

### Projekt
Model IIa, który otrzymał oznaczenie XP-67, był pierwszym wojskowym samolotem McDonnella. Ogólna charakterystyka samolotu powstała w wyniku dyskusji pomiędzy projektantami McDonnella a kierownictwem Materiel Division. Samolot miał być dwusilnikowym, dwumiejscowym myśliwcem dalekiego zasięgu z ciśnieniową kabiną załogi. Samolot miał posiadać niezwykle ciężkie uzbrojenie składające się początkowo z sześciu karabinów maszynowych 12,7 mm i czterech działek 20 mm, zamienione później na sześć działek 37 mm z zapasem 45 nabojów każde, umieszczonych w skrzydłach pomiędzy kadłubem a silnikami. Pracowano także nad wersją samolotu uzbrojoną w armatę 75 mm, ale jedyny powstały później prototyp nie miał żadnego uzbrojenia.
Pełnoskalowa makieta samolotu została zaprezentowana USAAF pomiędzy 15 a 17 kwietnia 1942. Samolot miał unikalny i bardzo charakterystyczny obrys skrzydeł dzięki któremu otrzymał nieoficjalną nazwę „Bat” (dosł. nietoperz) i „Moonbat”. Kształt skrzydeł podyktowany był próbą włączenia kadłuba i gondoli silnikowych jako nieprzerwanej części skrzydeł. Samolot miał być napędzany silnikami Continental XI-1430-17/19 z turbosprężarkami, z czteropłatowymi śmigłami obracającymi się w przeciwnych kierunkach. Skierowane do tyłu rury wydechowe miały zapewnić niewielki, dodatkowy odrzut (jak np. w North American P-51 Mustang). Optymistycznie założono, że silniki z mocą startową 1350 KM i 1600 KM na wysokości 25 tysięcy stóp (7520 m) zapewnią „Nietoperzowi” prędkość maksymalną 472 mile na godzinę na wysokości 25 tysięcy stóp (760 km/h na 7620 metrach).

### Próby

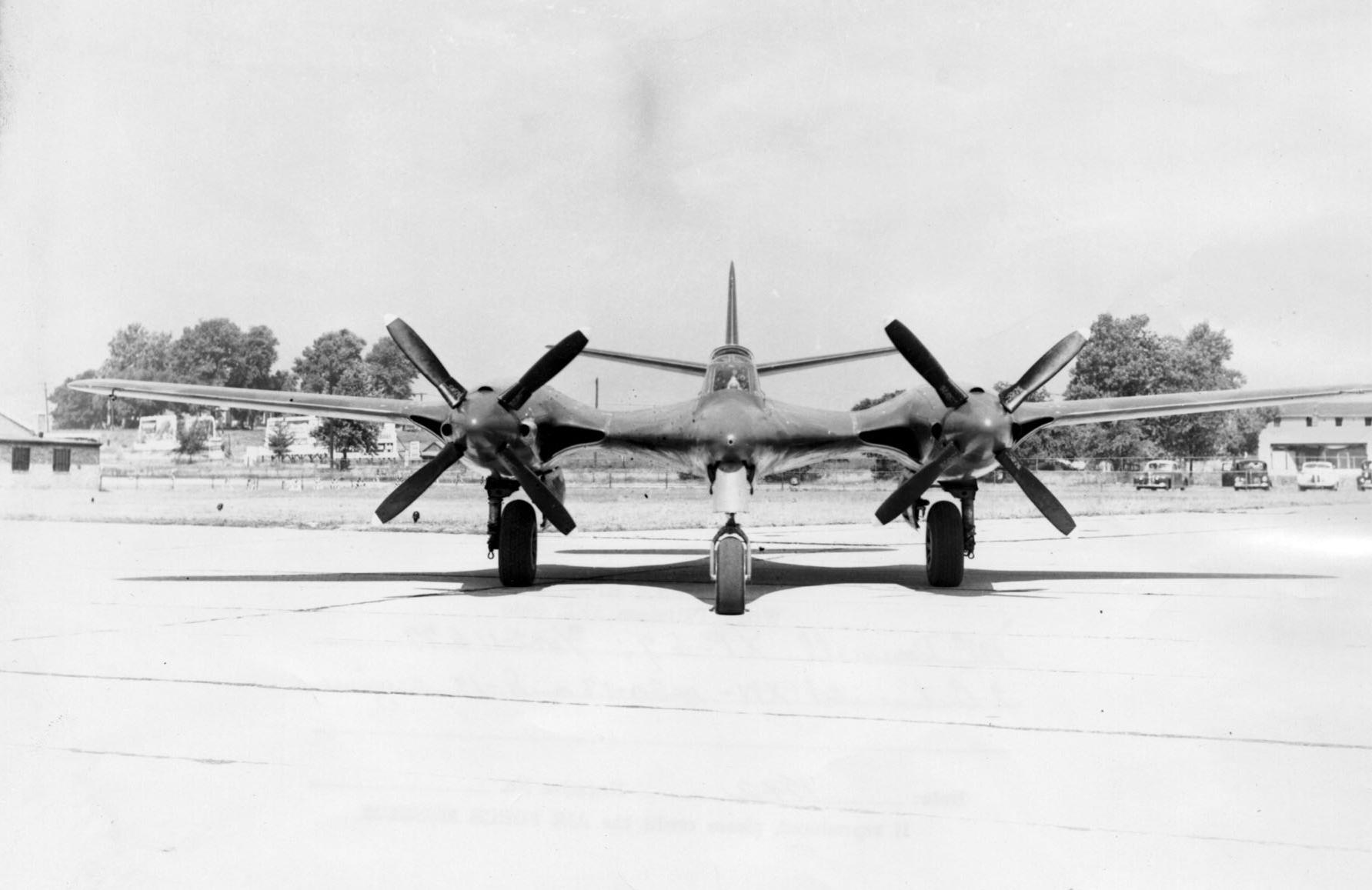
Samolot widziany z przodu

Prototyp, numer seryjny 42-11677, został ukończony 1 grudnia 1943, nie miał kabiny ciśnieniowej ani uzbrojenia planowanego dla wersji produkcyjnej. Jego konstrukcja znacznie przeciągnęła się z powodu ciągłych poprawek zgłaszanych przez USAAF i opóźnieniami z dostawą silników. Samolot został nieco uszkodzony w teście kołowania 8 grudnia, a po naprawie został przewieziony do bazy Scott Field, gdzie został przygotowany do pierwszego lotu który miał się odbyć 6 stycznia 1944.
Pierwszy lot trwał tylko sześć minut (piętnaście według innego źródła), za sterami samolotu zasiadał E. E. Elliott, który został zmuszony do awaryjnego lądowania po tym jak silniki zaczęły niepoprawnie funkcjonować. Według niektórych źródeł, samolot nie zrobił dobrego wrażenia na pilocie, inne mówią o znakomitych właściwościach pilotażowych samolotu. Po naprawie silników, drugi i trzeci lot odbyły się bez żadnych problemów, ale w czwartym, 1 lutego, obydwa silniki przekroczyły dozwoloną liczbę obrotów i wypaliły łożyska.
Samolot został zwrócony do producenta gdzie naprawiono silniki oraz dokonano szeregu modyfikacji, poprawiono system chłodzenia silników i podniesiono o dwanaście cali (30 cm) poziome stateczniki. 24 marca, po dokonanych zmianach samolot odbył szereg lotów testowych pilotowany przez pilotów McDonnella, po czym został ponownie przekazany Armii.
Piloci USAAF rozpoczęli kolejną serię testów 11 maja, w czasie lotów napotkano szereg następnych problemów; problemy z pracą silników, złe wyważenie sterów, niedomykające się podwozie główne. Część problemów została poprawiona, zwiększono między innymi wznios sterów wysokości i dodano brzechwę przed statecznikiem pionowym poprawiając stateczność samolotu, nadal jednak nie rozwiązano problemów z silnikami. Zamiast obiecanych przez producenta 1350 KM, silniki osiągały w optymalnych warunkach jedynie 1060 KM i miały znaczne problemy z przegrzewaniem. Zamiast wyliczonych 472 mil na godzinę na pułapie operacyjnym 25 tysięcy stóp, prędkość maksymalna „Nietoperza” wynosiła jedynie 405 mil na godzinę (652 km/h). Po wprowadzonych zmianach usterzenia samolot był określany jako przyjemny w pilotażu, ale miał bardzo powolną prędkość wznoszenia i miał bardzo długi rozbieg.

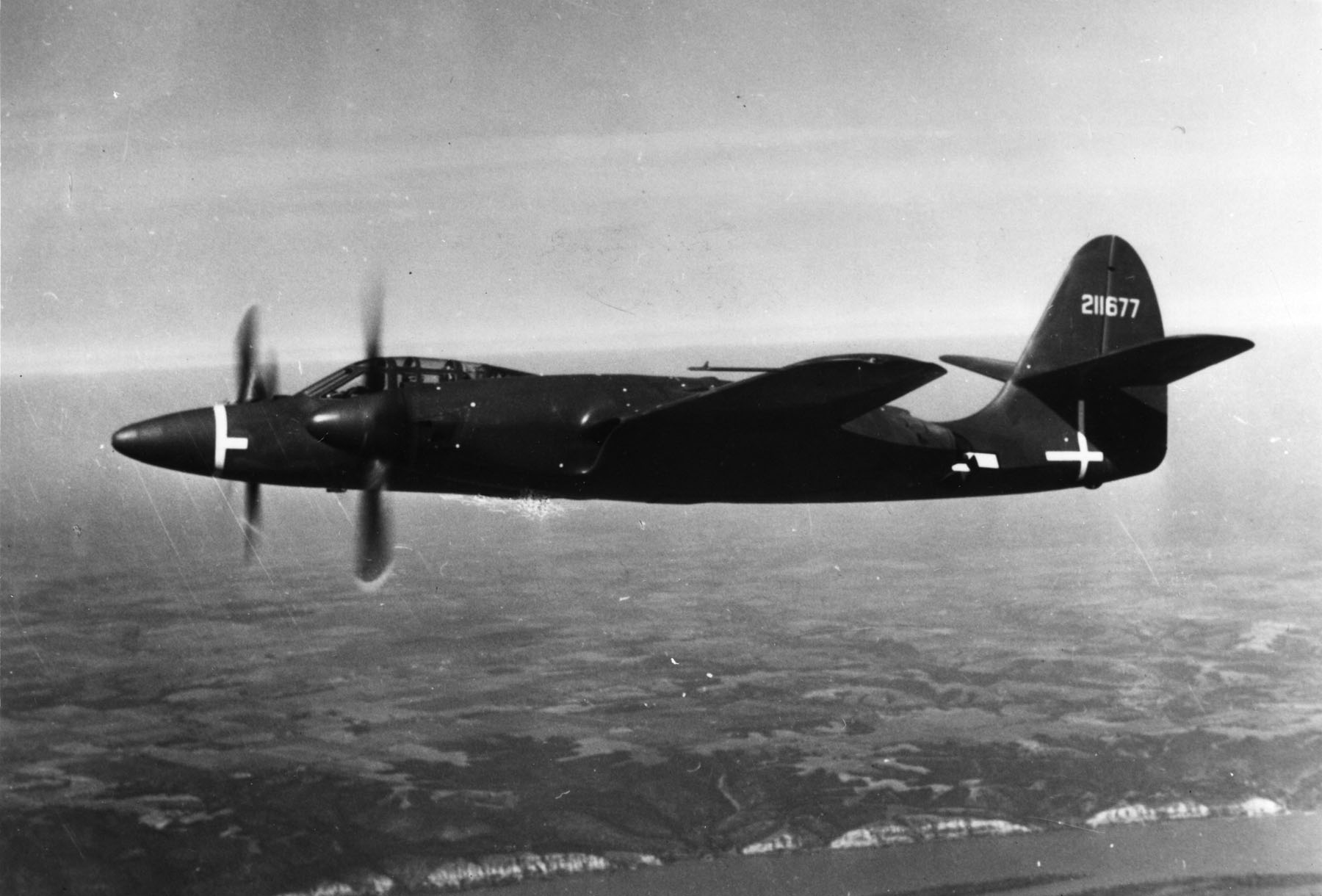
Samolot w locie

Jeszcze przed rozpoczęciem oblatywania samolotu i już w czasie jego trwania, projektanci McDonnella proponowali różne rozwiązania dotyczące innych systemów napędowych mających rozwiązać problemy samolotu. Jedną z łatwiejszych propozycji było użycie silników I-1430 o mocy do 2100 KM ze śmigłami obracającymi się w tym samym kierunku. Proponowano także użycie mieszanego śmigłowo-odrzutowego systemu napędowego, w przedniej części gondoli silnikowych chciano umieścić silniki Packard V-1650 lub Allison V-1710, a w tylnej silniki odrzutowe General Electric I-20. Żadna z tych propozycji nie zainteresowała USAAF i nie zostały one wprowadzone w życie.
6 września w czasie kolejnego lotu zapalił się prawy silnik i pomimo, pilotujący samolot E. E. Elliot zdołał wylądować bezpiecznie, ustawiając samolot pod wiatr tak aby pożar nie ogarnął kadłuba, już po lądowaniu złamało się prawe podwozie samolotu i ogień przerzucił się na kadłub.
W momencie wypadku drugi prototyp (numer seryjny 42-11678), który miał być napędzany silnikami Rolls-Royce Merlin, był ukończony dopiero w 15%, a pierwszy prototyp łącznie spędził w powietrzu jedynie 43 godziny i 13 sierpnia reprezentanci USAAF i kierownictwo McDonnella wspólnie doszli do zgody aby zakończyć program rozwojowy tego samolotu.

### XFD-1
Pomimo że program zakończył się niepowodzeniem, projektanci McDonnella zdobyli w nim dużo doświadczenia które spożytkowało w ich następnym, dużym projekcie, zamówionym przez United States Navy samolocie XFD-1 Phantom. Szczególnie przydatne okazało się doświadczenie z projektowaniem zlewających się ze sobą linii kadłuba i skrzydeł, podobieństwo pomiędzy kształtami nasad skrzydła XF-67 i XFD-1 nie jest przypadkowego, w projektowaniu Phantoma użyto wielu rozwiązań i doświadczeń zdobytych wcześniej w czasie prac nad XF-67.

## Opis konstrukcji
McDonnell XP-67 był dwusilnikowym, jednoosobowym samolotem myśliwski o układzie średniopłata i konstrukcji całkowicie metalowej. Kadłub miał konstrukcję półskorupową i był kryty aluminium typu alclad.
Samolot miał podwozie trójkołowe z kołem przednim, chowane w locie. Przednie koło było chowane do kadłuba, podwozie główne chowało się do gondoli silnikowych. Napęd stanowiły silniki Continental XI-1430-17/19 z turbosprężarkami, o mocy 1350 KM każdy.
Uzbrojenie samolotu miało stanowić sześć działek kalibru 37 mm.